# Necros
Necros, skurk i James Bondfilmen Iskallt uppdrag från 1987. Necros, tränad av KGB är hantlangare åt filmens huvudskurk General Koskov som agerar utan mandat från KGB.
Necros är en synnerligen vältränad yrkesmördare som utan ifrågasättande utför de mord som Koskov och dennes allierade Brad Whitaker beordrar. En av de agenter han mördar är Bonds vän Saunders. Förklädd till mjölkbud spelar han "huvudrollen" i "kidnappningen" av Koskov i Storbritannien, allt var i själva verket planerat av Koskov själv.
Necros själv dödas till slut av Bond under en våldsam kamp mellan dem på ett flygplan över Afghanistan.
Necros spelas av tysken Andreas Wisniewski.